# Čarobna gora
Čarobna gora (v izvirniku nemško Der Zauberberg) je leta 1924 nastali razvojni roman pisatelja Thomasa Manna. Med svojim sedemletnim prostovoljnim bivanjem v zaprtem svetu nekega sanatorija v visokogorju sreča mladi Hans Castorp od sveta odmaknjene osebnosti, ki ga soočijo s politiko, filozofijo, toda tudi z ljubeznijo, boleznijo in smrtjo.

## Vsebina

### Prihod
Hans Castorp, edinec iz hamburške trgovske družine, po smrti svojih staršev najprej odrašča pri svojem dedu, nato pa pri svojem stricu Tienappelu. Pozneje študira ladjegradnjo. V starosti 24-ih let, pred načrtovanim nastopom službe pripravnika pri ladjedelnici, odpotuje v poletnih mesecih v švicarske Alpe, da bi tam v sanatoriju »Berghof« v bližini Davosa obiskal svojega bratranca Joachima Ziemßena. 
Prvotno namerava ostati le tri tedne. Vendar pa ozračje sanatorija, ki ga vodita dvorni svetnik Behrens in za neko popularno obliko psihoanalize zainteresirani dr. Krokowski, navda Castorpa s svojevrstno fascinacijo. Pri kosilu sreča bolnike, hropeče od težke sape in kašljajoče kri, na nadaljnjem sprehodu pa Hermino Kleefeld, ki ji zaradi pnevmotoraksa piska iz pljuč. Dobi vtis, da bolezen ljudi poduhovi in oplemeniti, medtem ko se ljudje robustnega zdravja nagibajo k neki določeni preproščini. Temu ustrezno se mu zdi odbijajoča kombinacija »bolan in neumen«, kakršno najdeva pri »morilsko neizobraženi«, k neprestanim lapsusom nagnjeni Karoline Stöhr. 

### Mentor
Kmalu Castorp spozna literata Lodovica Settembrinija, humanista, prostozidarja in »individualistično naravnanega demokrata«, ki mu postopoma postane prijatelj. Skozi številna poučevanja o filozofskih in političnih vprašanj vseh vrst nastopa Italijan kot pedagoški pokrovitelj Castorpa. Slednjega mešanica južnjaškega videza in ponošenih oblačil spominja na italijanskega »lajnarja«. Humanist, čigar zvezdo vodnico predstavlja »sonce razsvetljenstva«, odobrava, časti, ljubi telo, »lepoto, svobodo, vedrino, užitek«. Samega sebe vidi kot prvoborca za »interese življenja« proti »sentimentalnemu begu iz sveta« in vsakršnem romantiziranju. Posledično se mu glasba kaže kot »politično sumljiva«, ker vnema samo občutje, ne pa razuma in se tako nagiba k temu, da uspava duha. Čeprav je sam »ljubitelj glasbe«, jo ima »na sumu za kvietizem« in jo obravnava zato kot skrajno nevarno. Dva principa naj bi se nahajala v večnem boju za svet, »moč in pravica, tiranija in svoboda, vraževerje in znanje«, ostajanje na mestu in napredek, Azija in Evropa. V skladu s svojo družinsko tradicijo se Settembrini angažira v duhu »razsvetljenstva, razumskega izpopolnjevanja«. Analiza je sicer uporabna kot »orodje razsvetljenstva in civilizacije«, v kolikor »omajuje neumna prepričanja, razblinja naravne predsodke in spodkopava avtoriteto« s tem ko »osvobaja, rafinira, počlovečuje in napravlja hlapce zrele za svobodo«. Vendar naj bi bila škodljiva, »neužitna stvar«, »v kolikor preprečuje dejanje, škoduje življenju pri koreninah«. Zato Settembrini odločno posvari svojega varovanca, naj se ne pusti impresionirati morbidnemu čaru bolnišnične ustanove, in ga večkrat sili k odhodu. 

### Madame Chauchat
Že takoj na začetku svojega bivanja sreča Castorp tudi privlačno 28-letno Rusinjo Madame Clawdio Chauchat, »kirgiziškooko« (kirgisenäugigen) soprogo visokega uradnika iz Dagestana. Čeprav je poročena, ne nosi nobenega poročnega prstana, saj ima ta vendar »nekaj odvračajočega in streznitvenega« in je »simbol podložnosti«. Ob kosilu redno izstopa s svojim zamujanjem, glasnim loputanjem vrat, svaljkanjem krušnih kroglic in podobnimi sproščenostmi.
Od prvega srečanja dalje Castorp kaže do Rusinje radovedno zanimanje, ki si ga sprva tudi sam ne more razložiti. Šele kasneje spozna, da ga mlada dama nezavedno spominja na nek zgodnejši »mladostni greh«, na sošolca Přibislava Hippeja. O njej se da izčrpno poučiti od sosede pri mizi, gospodične Engelhart. Že ob pogledu na njeno negotovo zdravstveno stanje (»medla, vročična in notranje črviva«) vidi v svojem »tihem odnosu« (do nje) v začetku le »počitniško prigodo, ki pred sodiščem razuma ne more obstati«. Vendar pa se zelo kmalu okrepi afektirana udeleženost v morbidni zaljubljenosti, da, v podložnosti. Castorpovo poželenje pa vrh vsega podžge še neka določena ljubosumnost na dvornega svetnika Behrensa, kateremu gospa Chauchat »skoraj dnevno« pozira kot model za njegove oljne slike.
Settembrini ga odločno posvari pred tem, da bi podlegel njenim čarom. V njej vidi utelešenje z njegove strani zaničevane Azije, domovanja napredku sovražnih »Partov in Skitov«. Čutna nasladnost, ki je vladala v sanatoriju, se mu je zdela na ozadju dekadentne lenobe naravnost zločinska. Na primeru Madame Chauchat vidi potrditev svoje teze, po kateri bolezen ni le posledica razpuščenosti, pač pa neka oblika le-te.
Med pustnim praznovanjem prosi Castorp, že nekoliko opijanjen, gospo Chauchat pri neki risalni igri za svinčnik. Ta mu izroči »majhno srebrno barvico«, tanko in krhko in zato »za resno dejavnost neuporabno« - vzporednica in kontrast s svinčnikom, ki si ga je Castorp nekoč v mladosti izposodil od svojega homoerotično občudovanega (tudi krigizijskega videza) sošolca Přibislava Hippeja: to je bilo »posrebreno pisalo z obročem, ki ga je človek moral potisniti navzgor, da se je s tem iz kovinskega tulca dvignil rdeče obarvan svinčnik«, kar je nedvoumen falični simbol. Potem ko je gospa Chauchat naznanila svojo skorajšnjo vrnitev v Dagestan, ji Castorp v emocij polnem, skoraj izključno v francoščini potekajočem prizoru, prizna svojo ljubezen. Temu sledeča ljubezenska noč je s strani pripovedovalca le nakazana: po eni strani Clawdia ob koncu srečanja opozori, naj ji Castorp ne pozabi vrniti njen svinčnik in ga s tem posredno povabi na obisk v njeno sobo; na drugi strani pa je Castorp kot »zastavo« po tej noči prejel »notranji portret« (to je rentgensko sliko) Clawdie Chauchat, ki ga je ta po lastnem pojasnilu dotlej hranila v svoji sobi.

### Privajanje
Nenazadnje tudi ob pogledu na zunanjo rutino urejenega življenja v sanatoriju s svojimi trdno določenimi časi za vstajanje, obroke, preiskave in počitek zaznava Castorp čas subjektivno na drugačen način; nanj učinkuje kot »brezrazsežnostna sedanjost«. Najprej ima sebe za popolnoma zdravega, ocena, ki je vodstvo klinike ne deli. Po nasvetu dvornega svetnika Behrensa zaenkrat ostane na Berghofu in se vse bolj udeležuje terapevtskih ukrepov kot so ležalne kure. Castorp – ki se že od začetka svojega bivanja tukaj počuti vročičnega - začne bolehati za prehladom. Odločna glavna sestra Adriatica von Mylendonk mu proda toplomer, da si lahko, tako kot drugi prebivalci Berghofa, večkrat na dan izmeri svojo temperaturo. Naposled se v okviru po dvornem svetniku izvedene preiskave odkrije v Castorpovih pljučih »vlažno mesto«, kar se pozneje potrdi še pri rentgenski preiskavi. Tako postane Hans Castorp redni pacient sanatorija. Dnevni red bolnikov mu začne privzemati »v njegovih očeh značaj sveto-samoumevne neomajnosti«, tako da se mu je življenje spodaj v nižavi »kazalo skoraj kot čudaško in napačno.«
Pozneje obišče niz psihoanalitičnih predavanj dr. Krokowskija, katerih osrednja teza izhaja iz tega, da so bolezenski simptomi »prikrita ljubezenska dejavnost in vse bolezni preobražena ljubezen«. In navsezadnje se Castorp še loteva različnih avtodidaktičnih študij denimo na medicinskem in psihološkem področju. 

### Še en mentor
Settembrini, neozdravljivo bolan, zapusti Berghof, da bi se preselil v bližnjo vas Davos. Naseli se v stanovanje v hiši »kramarja z začimbami«, v kateri biva tudi njegov intelektualni nasprotnik, asketski jezuitski učenjak Naphta, v katolicizem spreobrnjeni galicijski Jud z razgibano preteklostjo. Naphta je briljanten, retorično nadarjeni in sofistični logiki zavezan intelektualec, od čigar vplivov Settembrini zaman poskuša odtegniti svojega mladega prijatelja Castorpa. V anarho-komunistični tradiciji Naphta stremi k ponovni vzpostavitvi »začetnega rajskega stanja brez sodstva in v neposrednem stiku z bogom«, stanja »brez države in sile«, kjer »ni bilo ne gospostva ne služenja, ne zakona ne kazni, nobene krivice, nobenega mesenega združevanja, nobenih razrednih razlik, nobenega dela, nobene lastnine, pač pa enakost, bratstvo, moralna popolnost.« Po odpravi »grozot modernega trgovstva in špekulantstva« in »satanskega gospostva denarja, kupčije« bi bilo treba vzpostaviti totalitarno, na teror oprto božjo državo; načelo svobode naj bi bil preživeti anahronizem. Med Settembrinijem in Naphto prihaja posledično vedno znova do silovitih razprav o filozofskih in političnih vprašanjih, pri katerih Castorp kot poslušalec kaže impresioniranost nad tem, kako se Naphta postavlja po robu njegovemu dosedanjemu učitelju.

### Ziemßenova smrt
Za razliko od Hansa Castorpa njegov vojaški bratranec Joachim Ziemßen teži za tem, da zapusti Berghof, da bi zopet aktivno živel in opravljal svojo vojaško službo. V nasprotju z zdravniškim nasvetom zapusti Berghof, vendar mora po kratkem služenju uvideti, da se njegova bolezen poslabšuje, in se vrniti nazaj v sanatorij. Po njegovi smrti v okviru ene od spiritističnih seans dr. Krokowskega prikličejo njegovega duha iz kraljestva mrtvih. 

### Snežni sen (Der Schneetraum)
Med smučarskim izletom v visokogorje, ko Hans Caastorp lahkomiselno vzame nevarnost v »belem niču« snežne pokrajine, se znajde v življenjsko nevarnem snežnem viharju. Z zadnjimi močmi se mu uspe rešiti v zavetrje senene kopice in tam, izčrpan od nevajenega napora, zaspi. V sanjah najprej vidi »čudovito lep zaliv v južnem morju«, z »razumno-vedrim, lepim mladim človeštvoma«, z »otroci sonca in morja«, ki drug drugega obravnavajo »s prijaznostjo, spoštljivostjo in obzirnostjo«. V ozadju te blažene scenerije pa se odvija nekaj nadvse strašnega: dve čarovnici raztrgata in požreta nad plapolajočim ognjem majhnega otroka. Na pol buden in vzporejajoč obe sanjski sliki Hans Castorp spozna, da sta človeška oblika in omika na koncu obvladanje strašnega in surovega v nas. Sedaj začne dvomiti ne samo v svoja enostransko razmišljajoča mentorja Settembrinija in Naphto, ampak tudi v pare nasprotij smrt / življenje, bolezen / zdravje in duh / narava. Človek naj bi bil imenitnejši od njih in ker obstajajo le skozi njega, naj bi bil gospodar teh nasprotij. Iz sočutja do človeškega rodu Hans Castorp sklene, da vedenja o smrti sicer ne bo potlačil, ampak si bo odslej vzel k srcu naslednje vodilo: Zavoljo dobrote in ljubezni naj človek smrti ne prizna gospostva nad njegovimi mislimi. Hans Castorp bo to maksimo kmalu pozabil, potem ko je še pravočasno ubežal snežnemu viharju. Dejansko je to, kar se izraža v tem osrednjem poglavju, predvsem lastni credo Thomasa Manna. 

### Kraljevska osebnost
Po dveh letih se Clawdia Chauchat vrne v Berghof v spremstvu svojega ljubimca, nizozemskega pridelovalca kave, Mynheerja Pietra Peeperkorna. Ne glede na svoje ljubosumje kaže Hans Castorp impresioniranost nad močnimi nastopi »kralja kave«. Njegova osebnost napravi, da intelektualca Naphta in Settembrini postaneta v primerjavi pritlikava. S »pegasto kapitansko roko z zašiljenimi nohti« pije Peeperkorn vino iz kozarcev za vodo, eksperimentira s kačjimi strupi in drogami ter na življenje gleda kot na »zleknjeno žensko, s tesno skupaj nabrekajočimi prsmi«, ki »v sijajnem, posmehljivem izzivanju terja našo največjo gorečnost, ves napon naše moške sle, ki pred njo obstane ali propade.« 
Peeperkorn lahko le malo dobi od intelektualnih disputov med Settembrinijem in Naphto. Njegove pripombe se pogosto omejujejo na nejasno približnost, njegovi stavki ostajajo često nedokončani. On prepriča edino s silo svoje osebnosti. Hans Castorp osupel izkusi, kaj karizmatična avra lahko doseže. Toda Peeperkornova malarija, za katero trpi, že ko prvič nastopi, in jo poskuša zdraviti z kininom, se vidno poslabšuje. Ker se boji izgube svojega življenjske in moške sile, se ubije s strupom, ki si ga sam vbrizga s posebej izdelano pripravo, ki spominja na »kobrino čeljust«. Po njegovi smrti Madame Chauchat za vedno zapusti Berghof. 

### Velika otopelost
Proti koncu romana uplahni dejavnost večine prebivalcev Berghofa, ljudje se dolgočasijo ali pa zapravljajo čas s polaganjem pasjanse, zbiranjem znamk, fotografiranjem, uživanjem čokolade in s spiritističnimi seansami, na katerih se »prikaže« že pokojni Joachim Ziemssen. Castorp se z veseljem posveti novi pridobitvi v sanatoriju, gramofonu, na katerem med drugim posluša Schubertov samospev Lipa (Der Lindenbaum). Na splošno se med prisotnimi osebami razvijejo »prepirljivost, nevarna razdraženost in brezimena nestrpnost«. Med Settembrinijem in Naphto že od nekdaj tleči svetovnonazorski spor se stopnjuje in naposled konča s strelskim dvobojem, pri katerem Settembrini zavrne, da bi streljal v Naphto, nakar se ta iz jeze in obupa sam ustreli. 

### Grom
Prvotno načrtovano trotedensko bivanje v sanatoriju se za Castorpa podaljša na sedem let. Šele izbruh prve svetovne vojne predstavlja nepričakovani »grom«, ki izstrga domnevno »dokončnega prebivalca« iz pasivnega življenja v odmaknjenosti Berghofa. Mednarodna združba bolnikov se hitro vrne v svoje izvorne države, med njimi tudi Hans Castorp, čigar nagla pot domov ga sooči s povsem spremenjenim, razmeščanjenim svetom: s Schubertovo Lipo na ustnicah gre v vojno. Kot navaden vojak kopenske vojske v vrvežu spopadov sodeluje v enem izmed številnih napadov na zahodni fronti. Tam naposled prispe izven vidnega polja pripovedovalca. Njegova usoda ostaja negotova, njegovo preživetje v metežu krogel ni verjetno.

## Interpretacija
Čarobna gora je v mnogih ozirih parodija klasičnega nemškega razvojnega romana. Tako kot običajni protagonisti le-tega tudi Hans Castorp zapusti očetovo hišo in je soočen z umetnostjo, filozofijo, politiko in ljubeznijo. Posebej v pogovorih s svojima mentorjema Settembrinijem in Naphto spozna vrsto različnih ideologij. Drugače kot v tradicionalnem razvojnem romanu pa njegova pot ne vodi ven v svet, pač pa gor v odmaknjeno gorsko scenerijo, v hermetično bolniško ustanovo. »Vzgoja« na tej čarobni gori torej ne služi več temu, da bi Hansa Castorpa preoblikovala v sposobnega in samozavestnega člana meščanske družbe. Prej vodi njegov osebni razvoj v prazno, v svinčeno nevihto prve svetovne vojne, ki izničuje sleherno individualnost. 
Po avtorjevem pričevanju je bila prvotno kot novela zasnovana Čarobna gora najprej mišljena kot vedro-ironični pendant, kot »satirska igra« k noveli Smrt v Benetkah, dokončani leta 1912. Njena atmosfera naj bi bila »mešanica smrti in zabave«, ki jo je Thomas Mann spoznal ob obisku svoje žene v sanatoriju v Davosu. »Fascinantnost smrti, zmagoslavje ekstatičnega nereda nad najvišjemu redu posvečenim življenjem, ki je naslikano v Smrti v Benetkah, naj bi bilo prenešeno na humorističen nivo.« In tako Čarobna gora v mnogih ozirih predstavlja antitezo k imenovani noveli: uveljavljenemu pisatelju Gustavu von Aschenbachu tu stoji nasproti mlad, neizkušen inženir, lepemu poljskemu dečku Tadziu »asiatsko-mlahava« Rusinja Madame Chauchat, zamolčani koleri v Benetkah pa odkrito na ogled postavljena tuberkuloza v sanatoriju. 

### Simbolika
Navezave romana na njegov naslov so večplastne: Čarobna gora kot kraj ugrabitve je motiv v nemški literaturi najkasneje od Piskača iz Hamelina (Rattenfänger von Hameln) dalje. V Eichendorffovi zgodbi Marmorna podoba (Das Marmorbild) takoj na začetku izrecno nastopi opozorilo pred »Čarobno goro«, kamor se zvablja mlade ljudi in od koder »se nihče ni vrnil«. Zgodba sama izrecno obravnava zapeljivo močjo propada v obliki na vzpetini ležečih razvalin gradu, v katerih je varan čut (za realnost kot tudi za čas).
Prizorišče dogajanja, sanatorij Berghof, ne leži le geografsko odročno v visokogorju, ampak tudi predstavlja, kakor Čarobna gora v starih pesnitvah, zaprt svet zase. Njegova odmaknjenost omogoča koncentracijo reprezentativnih značajev, katerih ravnanje in nuce odseva socialne, politične in intelektualne konflikte pred prvo svetovno vojno. Gore vrhu tega predstavljajo nasprotje Castorpovi domovini, stvarno-praktičnemu svetu trgovcev na severnonemški »ravnini«. Šele tukaj, ko se povzpne v višje sfere, se more duhovno dvigniti nad svoj meščanski izvor in se naposled v »snežnem snu« upreti skušnjavi hrepenenja po smrti.
V tisti groteskni, »Walpurgina noč« naslovljeni pustni sceni, se sanatorij, medtem ko Castorp, ohrabren z alkoholom, izpoveduje Madame Chauchat svojo ljubezen, spremeni v goro Blocksberg, na kateri se v prvem delu Goethejevega Fausta zberejo čarovnice in hudiči k obsceno-peklenskem praznovanju. Tukaj, na sredini romana, zazveni v Settembrinijevem citatu Goetheja posredno prvič tudi naslov romana: »Samo pomislita! Gora je danes čarobno blazna« (»Allein bedenkt! Der Berg ist heute zaubertoll«, Valpurgina noč, Faust I).
Poleg tega spominja sanatorij na Venerino goro (Venusberg), razširjen motiv nemške literature, ne nazadnje poznan tudi iz opere Tannhäuser Richarda Wagnerja, neke vrste »peklenski raj«, kraj poželenja in razvrata. Tam čas teče drugače: obiskovalec misli, da je na Venerini gori preživel le nekaj ur. Če pa je našel pot ven, potem je minilo že sedem let - kot pri Hansu Castorpu, kjer prvotno načrtovani trije tedni na Berghofu na koncu prav tako pristanejo pri celih sedmih letih. 
Tudi drugod v Čarobni gori so namigi na pravljice in mitologijo vsepovsod prisotni:
- Settembrini primerja dvornega svetnika Behrensa s sodnikom mrtvih Radamantisom in sanatorij Berghof s kraljestvom senc, v katerem Hans Castorp gostuje kot kakšen Odisej.
- Hans Castorp ob tem prevzame tudi vlogo Orfeja v podzemlju: Berghof s svojimi »horizontalnimi ležalnimi kuram«i in podhlajenimi temperaturami, na katerem vlada dvorni svetnik Behrens z »modrimi lici«, je podobno Hadu. V poglavju »Obilje blagoglasja« je prav posnetek kankana iz Offenbachove opere Orfej v podzemlju tisti, ki kot prvi zaigra na novem gramofonu, in Hansu Castorpu uspe, s predvajanjem arije iz Gounodove Margarete med neko spiritistično seanso v sobi dr. Krokowkega, priklicati duha Joachima Ziemßena in ga za kratek čas iztrgati onostranstvu – podobno kot Orfej s svojim petjem izposluje dovoljenje, da si lahko vzame Evridiko iz kraljestva mrtvih.
- Z snežnim snom v poglavju »Sneg« Thomas Mann seže po »nekyiji«, to je vrsta mita, v katerem se božanstvo, junak ali človek spusti v svet mrtvih, da bi tam dobil napoved prihodnosti ali strl moč smrti (npr. Odisej, Tezej, Heraklej, Enej, Orfej, Alkestis).
- Behrens primerja bratranca s Kastorjem in Polideukom, Settembrini pa samega sebe s Prometejem.
- Neizobražena gospa Stöhr privede na plano, čeprav ju pomeša, Sizifa in Tantala.
- Obilni bolnišnični obroki so primerjani s pravljično mizico pogrni se.
- Trmasto iskanje osebnega imena madame Chauchat, ki ga izvaja gospa Engelhart, spominja na pravljico Špicparkeljc (Rumpelstilzchen).
- Castorp ne nosi le istega osebnega imena kot pravljični lik Hans im Glück (sl. Srečni Janezek), ampak si z njim deli tudi svojo naivnost. Na koncu ta, tako kot oni, izgubi plačilo sedmih let, saj se bo njegov večplastni proces zorenja na Čarobni gori domnevno končal v nesmiselni smrti na bojišču.
- Končno se pojavi tudi motiv sedmih spečih (nem. Siebenschläfer) (krščanska legenda o sedmih kristjanih, ki se pred preganjanjem poganskega rimskega cesarja umaknejo v votlino in tam zaspijo, nato pa se zbudijo nekaj stoletij pozneje, ko je krščanstvo že zmagalo), ko izbruhne prva svetovna vojna in je v prispodobi »groma, ki razdene Čarobno goro in sedmerospečneža (Siebenschläfer) nemilo postavi pred njena vrata« prvikrat in edinkrat dobesedno omenjen naslov romana.
- Pravljično število 7 se pojavlja na način lajtmotiva v številnih povezavah tega sedemdelnega romana. Če omenimo samo najbolj izstopajoče: Castorp preživi na Berghofu sedem let. Groteskno pustovanje, eden od vrhuncev romana, se zgodi po sedmih mesecih. Točno sedem minut morajo vsi pacienti večkrat dnevno pod jezikom držati toplomer. Poleg tega pravljično število predstavlja tudi število miz v jedilnici kakor tudi vsota števk v številki Castorpove sobe - 34, skrito je celo v letu 1907 (začetek pripovednega časa). Settembrinijevo ime vsebuje to število po italijansko (sette). Ko Mynheer Peeperkorn s patetično ceremonijo zapečati svojo odločitev za samomor, je navzočih sedem oseb. Joachim Ziemssen umre ob sedmi uri. Madame Chauchat stanuje v sobi številka 7.

### Bolezen in smrt
Bolezen in smrt spadata med osrednje teme romana, o katerih se izčrpno razpravlja v metafizičnih pogovorih med Settembrinijem in Naphto. Skoraj vsi protagonisti bolehajo v različnem obsegu za tuberkulozo, ki obvladuje tudi dnevno rutino, misli in pogovore (»društvo pol pljuč«). Bolniki vedno znova umirajo za to boleznijo, kot denimo »gosposki dirkač« Fritz Rotbein, mlada Leila Gerngroß, »prenapolnjena« gospa Zimmermann, lepi Lauro, ruski popotnik Anton Karlowitsch Ferge, štirinajstletni Teddy, »ognjevita« Natalie Mallinckrodt, siromašna Karen Karstedt ali Barbara Hujus, ki bralcu ostane v spominu po mračni sceni s poslednjo popotnico, in nenazadnje Castorpov bratranec Ziemßen, ki »junaško« kot antični junak odide iz življenja. Poleg z boleznijo pogojenih smrtnih primerov nastopi še več samomorov (Peeperkorn, Naphta), dokler se roman nazadnje ne konča z morilsko vojno narodov, »svetovnim slavjem smrti«.
V zvezi s smrtjo in boleznijo v svojem romanu je Thomas Mann komentiral takole: »Kar se on [mišljen je Hans Castorp] nauči razumeti, je, da je morala vsaka višja oblika zdravja iti skozi globoke izkušnje bolezni in smrti [...]. K življenju, je dejal enkrat Hans Castorp Madame Chauchat, k življenju vodita dve poti: ena je navadna, neposredna in poštena. Druga je huda, vodi preko smrti, in to je genialna pot. Ta predstava o bolezni in smrti, kot o nujnem prehodu do vedenja, zdravja in življenja, napravlja Čarobno goro za iniciacijski roman.« V poglavju »Sneg« doseže Castorp, s tem ko premaga zapadlost smrti, odločilen korak v svojem duhovnem razvoju. V ironičnem izkrivljanju tam pridobljene, do življenja prijazne maksime, dovoli avtor svojem protagonistu šele v zadnjem poglavju, da ravna po tem spoznanju in zapusti (sploh ne prostovoljno) svet Čarobne gore.

### Čas
S tematiko življenja in smrti je prepleten tudi pojem časa, še en osrednji motiv v Čarobni gori. Čeprav je roman zgrajen skorajda kronološko, poteka dogajanje - začenši s prihodom Hansa Castorpa na postajo Davos v začetku avgusta 1907 in končavši z izbruhom prve svetovne vojne natanko sedem let kasneje – ne z enakomerno hitrostjo, pač pa se čedalje bolj pospešuje. Prvih pet poglavij, nekako polovica besedila, opisuje od Castorpovih sedmih let na Čarobni gori, v počasnem posnetku in detajlno, le prvih sedem mesecev, ki protagonistu dnevno prinašajo nove, zanimive stvari in ki v »Valpurgini noči« hkrati pridejo do svojega vrhunca in konca.
Obe zadnji poglavji pa stiskata, strnjujeta in zgoščujeta časovno obdobje šestih, za Castorpa z rutino in enoličnostjo zaznamovanih let; Mann pri tem, ko prikliče filozofsko temo z njegove strani občudovanega Arthurja Schopenhauerja, obdela »brezčasni zdaj« (zeitlose Jetzt, latinsko nunc stans). Asimetrija v zgradbi romana odgovarja na pripovedni ravni popačenemu zaznavanju časa s strani samega protagonista.
Končno se v romanu nenehno razpravlja o fenomenu časa tudi na teoretski ravni: denimo o vprašanju, v kolikšni meri »zanimivost in novost vsebine preganjata čas, to se pravi skrajšujeta, enoličnost in praznota pa medtem njegov tek otežujeta in zavirata«. Obravnava se tudi problem »pripovedljivosti« (Erzählbarkeit) časa, povezave med trajanjem poročila in dolžino obdobja, na katerega se to poročilo nanaša.
V znamenju simbolnih povezav stoji edini konkretni datum v zgodbi romana, pustni torek iz leta 1908, ki ga slika poglavje »Valpurgina noč«. Avtor postavi ta zadnji dan pustovanja – ki je, pozor, tudi dan pred pepelnično sredo, ta pa opominja k pokori in mementu mori – na 29. februar. Ko ga Peeperkorn kasneje (v sedmem poglavju) z izjavo: »Bili ste Clawdijin ljubimec« potisne v kot, Hans Castorp najde eleganten izgovor, da je bil ta pustni torek »večer, ki je bil nekaj povsem izrednega in skorajda ni sodil v koledar«, posebna noč, prestopna noč »in da bi bila zato le na pol laž, če bi zanikal vašo ugotovitev«. Še ena poanta leži v tem, da 29. februar 1908 v resnici sploh ni padel na pustni torek, ampak na predhodno soboto, to zelo simbolno predatiranje gre torej pripisati pesniški svobodi, ki si jo je avtor tu vzel iz zgoraj navedenih razlogov. 

### Erotika
Protagonist Hans Castorp si z avtorjem deli biseksualno orientacijo. Tako po eni strani strastno ljubi Rusinjo Clawdio Chauchat. Njegova homoerotična usmerjenost pa pride do izraza v njegovi naklonjenosti do svojega prijatelja iz otroštva Přibislava Hippeja, toda tudi v fascinaciji, s katero učinkuje na Castorpa vitalni svetovljan Peeperkorn. Oba aspekta njegove seksualnosti se povezujeta skozi simbol pisala: tako od Přibislava kot od Clawdie si izposodi barvico. Medtem ko je slednja "tanka in lomljiva", postane ona od njegovega sošolca za doraščajočega Castorp skoraj relikvija in vzbuja s svojo velikostjo in obliko falične asociacije. Z nostalgijo ljubljeni Přibislav poleg tega nosi še »govoreče« ime, kajti »Hippe« v nemščini pomeni tudi »kosa« in ta postane v koščeni roki smrti, ponazorjeni kot žanjec, zelo pomenljiv atribut, ki poudarja tesno povezavo med Erosom in Tanatosom v svetu Čarobne gore.
Tekom romana ja ta tematika večkrat ironično prekinjena: v Castorpovih ljubezenskih zaprisegah ob pustnem rajanju, ki nikakor niso proste komičnosti, v rentgenskih posnetkih, ki jih dvorni svetnik Behrens kaže Castorpu v »študijske namene« (»... ženska roka, to vidite po njeni ljubkosti. S tem objemajo človeka pri ljubezenskih uricah.«) in končno v nenavadnem ljubezenskem trikotniku, ki povzroči, da Castorp in Clawdia postaneta skupna občudovalca Peeperkorna.
Prav tako je treba omeniti homoerotičen interes gospodične Engelhart za Madame Chauchat. Ta se namreč solidarizira s Castorpom v skupnem čaščenju oboževane, da bi tako kot nekakšna prisklednica postala udeležena pri bolj realnem odnosu. Med pustovanjem išče Castorpove bližine, da bi Clawdijin pogled, ki opazuje Castorpa, padel tudi na njo.
Naposled sodi v to povezavo tudi na Platona se sklicujoči »pedagoški Eros« Settembrinija, katerega ljubeča, popolnoma aseksualna naklonjenost svojemu učencu Castorpu popolnoma ustreza od Settembrinija oznanjani humanistični predstavi o človeku. 

### Glasba
Kot pogosto pri Thomasu Mannu - denimo v Buddenbrookovih ali še posebej v Doktorju Faustusu - tudi v Čarobni gori igra glasba odločilno vlogo. Glasba tukaj predstavlja s strani Hansa Castorpa naposled premagano »simpatijo do smrti« (formulacija skladatelja Hansa Pfitznerja, po kateri je Thomas Mann pogosto posegel). V poglavju »Obilje blagoglasja« Thomas Mann podrobno govori o petih skladbah: Aida Giuseppeja Verdija, Preludij k Favnovem popoldnevu Clauda Debussyja, Carmen Georgesa Bizeta, Faust Charlesa Gounoda in Lipa Franza Schuberta. Predvsem ta zadnji samospev postane utelešenje romantičnega hrepenenja po smrti, preseženje katerega je konec koncev velika tema Čarobne gore. Ni naključje, da Hans Castorp v zaključnem prizoru knjige na bojiščih prve svetovne vojne brunda predse samospev Lipa. Tukaj je romantični kult smrti, kot ga denimo najdemo v – s strani Thomas Manna zelo cenjeni - operi Tristan in Izolda Richarda Wagnerja, drastično parodiran.

## Osebe
Večina oseb večplastnega kozmosa Čarobne gore ima reprezentativno funkcijo in uteleša različne psihologije in različne tokove predvojnega časa. 

### Castorp
Hans Castorp, po avtorjevih lastnih besedah, »iskalec grala« v tradiciji Parsifala, »brezmadežen bedak«, ostane medel in povprečno orisan. Ponazarja nemško meščanstvo, ki se zna, medtem ko ga vleče sem in tja med nasprotujočimi si vplivi, po eni strani vzpeti do najvišjih humanističnih dosežkov, po drugi strani pa postati plen topo filistrske sovražnosti do kulture ali radikalnih ideologij. Kot je pogosto pri Thomasu Mannu, se tudi tu v izbiri imena skriva globlji pomen. »Hans« po eni strani predstavlja običajno nemško ime kot tako. Veliko pravljičnih oseb prav tako nosi to ime, denimo že omenjeni Hans im Glück (Srečni Janezek). Poleg tega je pomembna tudi biblična konotacija: Hans kot kratka oblika imena Johannes (slovensko Janez) nakazuje na Jezusovega najljubšega učenca, kot tudi na evangelista, ki prejme razodetje. Vplive, ki delujejo na Castorpa, ponazarjajo nadaljnje ključne osebe tega dela, ki so predstavljene spodaj.

### Settembrini
Settembrini predstavlja intelektualno razsvetljenstvo in afirmacijo življenja. Biti dejaven je zanj etična vrednota. Postavi se za Castorpovega mentorja in vzgojitelja. V tej vlogi ga opozarja na absurd, ki tiči v Castorpovi fascinaciji nad boleznijo in smrtjo. Svari ga tudi pred nemarno-lenobnim značajem Rusinje Clawdie Chauchat, v katero se je Hans Castorp za dolgo časa zaljubil.
V enem od prizorov Thomas Mann simbolno ponazori Settembrinijevo razsvetljensko funkcijo, ko ta v temi naleti na Hansa Castorpa in pred začetkom pogovora prižge stropno luč. Settembrinijev spoštovani vzor Carducci je napisal himno na čast nekemu drugemu, strašljivemu prinašalcu luči, na čast Luciferju, »la forza vindice della ragione« (maščevalna sila razuma). Settembrini samega sebe primerja s Prometejem, ki je ljudem prinesel ogenj kot dosežek v tehničnem napredku. Settembrini se v Čarobni gori da prepoznati Hansu Castorpu kot prostozidar.
Njegov nasprotnik Naphta Settembrinija zasmehuje kot »civilizacijskega literata« (nem. Zivilisationsliterat) – Mannova novoskovanka iz njegovega eseja P»remišjevanja nekega nepolitičnega človeka« (Betrachtungen eines Unpolitischen). Dejansko je ta Italijan in intelektualec mišljen kot karikatura zahodno usmerjenega, liberalno-demokratičnega pisateljskega tipa, kot ga je utelešal brat Thomasa Manna in njegov pisateljski rival Heinrich Mann.
Vzporedno z nastajanjem romana se je vršil Mannov naporen obrat k demokraciji in Weimarski republiki. V lastnih pričevanjih se je Thomas Mann skeptično izrazil o skrajnih stališčih antagonistov Settembrinija in Naphte, vendar pa pristavil, da mu je lik Settembrinija bližje kot doktrinarni terorist Naphta.
Zunanji videz Settembrinija se ravna po italijanskem skladatelju Ruggieru Leoncavallu.
Ime Settembrini je aluzija na literata in prostozidarja Luigija Settembrinija, ki je bil tudi mojster stola v prostozidarski loži.

### Naphta
Naphta predstavlja razkrajajoče sile, ekstremizem z obeh polov, kot se je vedno bolj uveljavljal v Weimarski republiki, in samouničevanje, ki naj bi vodili v totalitarni sistem. Njegova iz radikalno-ideoloških klišejev vseh vrst heterogeno oblikovana kolektivistična predstava o svetu nosi tako komunistične, anarhistične kot tudi fašistične poteze. V tem smislu njegova religioznost ni samo krščansko, temveč, na primer, tudi panteistično usmerjena. Osrednje verske in filozofske vrednote so skozi briljantno, hladno inteligenco in sofistično retoriko oropane svojega smisla in privedene do absurda, »kot da bi hotel trditi, da se Sonce vrti okoli Zemlje«. Naphta pooseblja protihumani, protirazsvetljenski miselni svet. S Settembrinijem tekmuje za naklonjenost vedoželjnega učenca Hansa Castorpa, čigar naivno poveličevanje bolezni sam podpira: »v bolezni je človekovo dostojanstvo in njegova imenitnost; z eno besedo, človek je toliko bolj človek kolikor bolj je bolan«, samo bolezni naj bi se imeli zahvaliti za vsakršen napredek.
Castorp v poglavju »Sneg«, ko oba svoja mentorja razkrinka kot »klepetača«, sicer prizna, da mu Settembrini vendarle hoče dobro, a na kocu spozna, da v besednih spopadih med obema nasprotnikoma večinoma prevladuje jedka sofistika. Spor med njunima nespravljivo nasprotujočima si svetovnima nazoroma preraste v strelski dvoboj. Zagotovo ni naključje, da Naphta v Mannovi prvotni zasnovi romana ni bil predviden, temveč da je bil vključen šele pozneje. Izstopa dejstvo, da Thomas Mann ravno Judu daje zastopati predfašistične in protihumane ideje - tako kot sicer pozneje tudi v Doktorju Faustusu, kjer fašistično mišljenje predstavlja Jud dr. Chaima Breisacher. 

### Clawdia Chauchat
Clawdia Chauchat v romanu pooseblja erotično zapeljevanje, četudi v njegovi morbidni, v »asiatsko mlahavost« degenerirani obliki. Predvsem Castorpova zaljubljenost je vzrok, da se na Čarobni gori zadrži dlje kot je bilo načrtovano – čutna naslada, ki zavira moško željo po udejstvovanju. Seznam literarnih vzorov sega od Kirke do nimf v Wagnerjevi Venerini gori. Izstopa mačja simbolika, ki pride večkrat do izraza in spominja na znamenito Baudelaireovo pesem iz zbirke Rože zla (Les Fleurs du Mal, verjetno gre za 34. pesem iz te zbirke z naslovom »Maček«, francosko »Le Chat«): Rusinja je označena kot »kirgiziškooka«, njen priimek spominja na francoski »chaud chat«“, torej »vroča mačka«. V osebnem imenu se pojavljajo kremplji, angleško »claws«. V liku Clawdije naj bi Thomas Mann literarno obdelal neko sopacijentko svoje žene po imenu Clawelia.

### Mynheer Peeperkorn
Mynheer Peeperkorn, ki šele pozno nastopi, novi ljubimec Madame Chauchat, šteje med najbolj markantne osebe romana. Od Settembrinija zasramovan kot »neumen starec«, vidno spominja na tiste dvoznačne figure iz Mannovih prejšnjih del, katerim avtor ali njegov vsakokratni protagonist zaradi njihove naivno-vitalne sile izkazujeta v enaki meri občudovanje, zavist in prezir. Posebej gre navesti gospoda Klöterjahna iz novele Tristan in vitalnega prijatelja Tonia Krogerja, Hansa Hansena. Toda medtem ko sta ta dva prikazana trezno in stvarno, Peeperkorn nosi s svojim grobim kultom vitalnosti groteskne poteze. Postane karikatura dionizičnega. Nasprotni značaj pooseblja Joachim Ziemßen, ki mu manjka vsakršna bistvena poteza dionizičnega. Peeperkorn in Ziemßen na koncu propadeta zaradi svoje enostranskosti – ne pa tudi »povprečni« Hans Castorp. V času svojega bivanja na Čarobni gori mu uspe premagati nasprotji apoliničnega in dionizičnega.
Model za Peeperkorna je bil Mannov pisateljski kolega Gerhart Hauptmann, ki se je ob branju prepoznal. Tudi Max Liebermann je ob branju takoj prepoznal predlogo za to pripovedno karikaturo.

### Joachim Ziemßen
Bratranec Joachim Ziemßen se kaže kot predstavnik vojaško zvestega izpolnjevanja dolžnosti. Lik, ki si - četudi le površno – zastavlja življenjske izzive in se skozi aktivno dejavnost z njimi sooča. Kljub domnevni drugačnosti obstajajo med Joachimom in njegovim bratranecem Hansom vsekakor duševno sorodnosti. Dvorni svetnik Behrens na to namiguje, ko bratranca šaljivo imenuje »Castorp in Pollux«. Med obema prevladuje zgovorni molk - pomembno je ravno to, kar ni odkrito povedano. Vzporedno se odvijata tudi ljubezenski zgodbi obeh bratrancev. Toda medtem ko se Hans vsepreveč voljno preda svoji zaljubljenosti v Madame Chauchat, si Joachim, sam prav tako močno zaljubljen v rusko sopacijentko Marusjo, prepove svojim čustvom pustiti prosto pot. Namesto tega on, ki je enako ogrožen kot njegov bratranec, naredi vse za to, da zapusti hermetični mikrokozmos Čarobne gore in svojo telesno, predvsem pa duševno morbidnost - le da se potem umirajoč vrne. S svojim vselej taktnim obnašanjem, s svojo skromnostjo in vedno mirnim, zadržanim slogom si Joachim že od samega začetka pridobi simpatije bralca. Temu ustrezno je ganljivo poglavje »Kot vojak in junaško« (citat vrstice iz Goethejevega Fausta), ki opisuje njegovo resignirano vrnitev, njegovo tiho trpljenje in obvladano umiranje. Lik »pogumnega Joachima« vzbuja asociacijo na v Mannovih delih večkrat povzeti motiv svetega Sebastijana. Odločenost, da težko usodo častno prenaša, spominja na druge poznane etike dejanj kot sta Gustav von Aschenbach ali Thomas Buddenbrook, ki na koncu, tako kot Joachim, propadeta vsled samonaložene nepopustljivosti.

### Dvorni svetnik Behrens
Vodja klinike dvorni svetnik Behrens nosi poteze zdravnika, ki je svoj čas zdravil ženo Thomasa Manna Katio. Z avtorjeve strani ni ta dr. Jessen »z bikovskim vratom« nič kaj laskavo portretiran: »izbuljenih, krvavo podplutih oči, modrih lic, topega nosu in ogromnih rok in nog«. Behrensov model naj bi govoril kot »karikatura odločnega člana študentovskega združenja«. V Behrensu je še posebej karikirano Jessenovo nagnjenje, da je svojim pacientom iz čisto ekonomskega interesa svetoval podaljšanje njihovega bivanja, ki ni bilo medicinsko indicirano. Ta zdravnik je denimo samega Thomasa Manna kot obiskovalca hotel nekoč za pol leta zadržati na kliniki zaradi neškodljivo bremenečega vnetja sluznice.

### Dr. Krokowski
Domneva se, da za dr. Krokowskim stoji psihoanalitik Georg Groddeck, ki velja za pionirja psihosomatike. V svojem sanatoriju Marienhöhe pri Baden-Badnu je od leta 1912 dalje imel predavanja, na katerih je vzpostavljal povezave med ljubeznijo in boleznijo na podoben način kot to počne dr Krokowski na Berghofu. Svoje teze je zapisal v svoji leta 1913 objavljeni knjigi Nasamecu (natura sanat - medicus curat). V njegovi osebi je Thomas Mann združil več predlog: poleg Sigmunda Freuda dr. Edhin Krokowski predstavlja tudi Richarda von Krafft-Ebinga, čigar delo je bilo Thomasu Mannu dokazljivo poznano. Dr. Krokowski obravnava »strašne in grozljive menjave ljubezni«, in sicer v tistem »hkrati poetičnem in učenem slogu«, ki je značilen za znamenito Krafft-Ebingovo delo Psychopathia Sexualis. 

### Adriatica von Mylendonk
Predloga za Adriatico von Mylendonk, »glavno nadzornico te palače groze« je bila Luise Jauch (1885-1933), desna roka direktorja klinike, tajnega svetnika, profesorja dr. Jessena in je z njim prišla iz Hamburga v Davos, in katero Mann prav tako malo laskavo portretira kot samega profesorja Jessena: »Izpod strežniške čepice so se ji kazali redki rdečkasti lasje, vodeno modre, vnete oči, katerih eno je imelo povrhu še ječmen, že zelo močno razvit, so gledale z begajočim pogledom, nos je bil privihan, usta žabasta in spodnja ustnica je vrh tega poševno štrlela naprej, ki jo je pri govorjenju premikala kot lopato.« Luise Jauch je obvladala vse vrste iger s kartami, kadila cigare in gojila »kasarniški ton« (Kasernenton).

### Gospa Stöhr
Nastanku lika neizobražene gospe Stöhr, ki zamenjuje tujke kot sta »kozmično« in »kozmetično« in govori »dezinfiscirati« namesto »dezinficirati«, je botrovala še ena od Katjinih sopacientk, neka gospa Plür. Njeno ime je bilo izbrano zaradi sledečega dvojnega pomena: edini »zaklad njene izobrazbe« je poznavanje precejšnjega števila (28) receptov za ribje omake (kot je npr. jeseter, po nemško Stör). Po drugi strani pa lahko človek njeno obnašanje pri mizi - kot je nepovabljeno vmešavanje v pogovore - označi tudi kot motnjo, nemško Störung. 

## Zgodovina nastanka romana
Zunanji povod za to delo je bilo zdraviliško bivanje žene Thomasa Manna Katie leta 1912 v »Waldsanatoriumu« v mestni četrti Davos Platz. V mnogih, danes ne več ohranjenih pismih je poročala svojemu možu o vsakdanjem življenju v zdraviliški ustanovi. Med tritedenskim obiskom ga je Thomas Mann spoznal tudi iz osebne izkušnje. Prvotno je imel namen tam zbrane vtise obdelati v okviru novele; iz teh naj bi nastal (glej zgoraj pod poglavjem »Interpretacija«) »neke vrste humoren, celo grotesken pendant«, neka »satirska igra« k leta 1912 nastali noveli Smrt v Benetkah in naj bi bil objavljen v literarni reviji Neue Rundschau.
Že leta 1913 je Thomas Mann začel z zapisovanjem in je v ta namen prekinil delo na Felixu Krullu. Leta 1915 ga je izbruh prve svetovne vojne prisilil k premoru. Delo je zopet nadaljeval šele leta 1920, potem ko so v vmesnem času med drugim nastali Gospod in pes (Herr und Hund), Spev otročiča (Gesang vom Kindchen) in Razmišljanja nekega nepolitičnega človeka (Betrachtungen eines Unpolitischen). Prvotno načrtovana novela se je med tem razrasla v roman v dveh zvezkih, v »razširjeno kratko zgodbo«, kot je Thomas Mann kasneje hudomušno komentiral. Leta 1924 je delo izšlo pri založbi S. Fischer.
Vzor in vir motivov je med drugim predstavljal filozofsko obarvani roman Francoza Henrija Barbussea z naslovom Pekel (L'Enfer, izšlo v Parizu leta 1908).
Nekateri v Čarobni gori uporabljeni motivi in aluzije so anticipirani že v leta 1903 objavljeni Mannovi pripovedi Tristan: Anton Klöterjahn pripelje svojo na pljučih obolelo ženo gospo Gabriele v gorski sanatorij. Tam spozna pisatelja Detleva Spinella. Ta jo pripravi do tega, da zaigra na klavir odlomek iz Wagnerjeve opere Tristan in Izolda, čeprav so ji zdravniki prepovedali vsakršen napor.

## Zgodovina recepcije

### Weimarska republika
Pri občinstvu je Čarobna gora takoj naletela na velik odmev in je že po štirih letih dosegla naklado 100.000 izvodov. Sledili so prevodi, doslej v 27 jezikih, med temi vsi večji evropski. V angleščini obstaja celo pet različic, v japonščini dve.
Roman pa je izzval znatno jezo pri celi vrsti sodobnikov, ki so bili v Čarobni gori karikirani, še posebej pri starem Gerhartu Hauptmannu, ki je – v krogu Haupmannovih znancev na prepoznaven način – služil kot zunanji zgled za lik pijanega, antiintelektualno orisanega uživača Mynheera Peeperkorna. Kljub gostobesednemu pismu z opravičilom z dne 11. aprila 1925, v katerem Thomas Mann priznava, da se je »pregrešil«, je imelo trajati do Goethejevega leta 1932, predno je Hauptmann dokončno odpustil svojemu mlajšemu kolegu. Po neki drugi verziji ni bil literat Hauptmann sam tisti, ki se je na ta portret odzval odklonilno in z začasnim distanciranjem, ampak zgolj njegova žena.
Užaljenega se je pokazal tudi Dr. Jessen, davoški interni zdravnik v bolnišnični ustanovi, ki je 1912 zdravil ženo Thomasa Manna Katio, in se je brez težav prepoznal v »poslovno spretnemu« cesarskem svetniku, profesorju Behrensu. V krogih kolegov mu je bilo predlagano, naj toži avtorja, pri čemer je utegnilo igrati vlogo tudi pričakovanje določene publicitete za kliniko in kraj Davos. Vendar je Jessen na koncu zadevo pustil pri miru. Tudi v preostalem delu zdravništva je Čarobna gora naletela na precejšnjo kritiko. S strokovno-medicinskega vidika opisu delovanja sanatorija vendarle ni bilo moč ugovarjati. Walther Amelung je o tem napisal: »Thomas Mann je zelo pravilno zapopadel bolnišnično okolje. Napadi zdravnikov so bili neupravičeni. Avtor se je zelo inteligentno branil leta 1925 v Deutsche Medizinische Wochenschrift; Hans Castorp s svojim postankom v Davosu pride v višavo, ne pa, da se spusti.« Podobno pozitivno je roman presodil priznani direktor bolnišnice za tuberkulozo Waldhaus Charlottenburga, Hellmuth Ulrici, ki je stopil v pisemsko korespondenco z avtorjem.
Turistični urad v Davosu je pri Erichu Kästnerju leta 1936 naročil »veder roman o Davosu«, ker »je Čarobna gora Thomasa Manna spravila kraj v zdravstvenem oziru na slab glas«. Kästner je napisal roman v fragmentu Čarovnikov vajenec, ki se dogaja v Davosu, z motivom dvojnika in z Zeusom, ki meče strele.
V literarni stroki pa je Čarobna gora doživela večinsko pozitiven odmev. Arthur Schnitzler denimo, čeprav sam zdravnik, ni delil zadržkov svojih kolegov do romana. Naklonjeno so sodili tudi György Lukács (ki se na Mannovo začudenje ni našel v liku Lea Naphte), André Gide in Ernst Robert Curtius. Bolj kritično pa so izpadli glasovi Carla Sternheima, Alfreda Döblina in še posebej Bertolta Brechta, ki je Manna označil kot »vladi zvestega plačanega pisarja buržoazije«. Utemeljitev Stockholmskega odbora za Nobelovo nagrado v letu 1929 se je zaradi odklonilnega odnosa člana žirije Fredrika Bööka do Mannovega tretjega romana sklicevala predvsem na Buddenbrookove.

### Tretji rajh
Nacisti so napadali Čarobno goro kot sramotitev z njihove strani propagiranega »vojaškega junaštva« in kot »hvalnico dekadence«. Kljub temu se delo ni znašlo na črnem seznamu Goebbelsovega Državnega ministrstva za ljudsko prosveto in propagando. 

### Povojni čas
Po svoji smrti je Thomas Mann kot »velemeščanski« avtor s svojim delom Čarobna gora prihajal čedalje bolj pod udar kritike v levičarskih literarnih krogih kot je Skupina 47 (Gruppe 47). Kritika, zaznamovana z gibanjem 68. leta, je dosegla vrhunec v Mannovem letu 1975. Od tedaj dalje pa je opaziti renesanso Thomasa Manna, ki jo gre nenazadnje zvesti nazaj na delovanje vplivnega kritika Marcela Reich-Ranickega, ki je v nekem intervjuju priznal, da ne pozna »nobenega boljšega« nemškega romana kot sta Goethejeva Izbirne sorodnosti in Čarobna gora.
Roman Castorp poljskega pisatelja Paweła Huelleja govori o študiju protagonista Čarobne gore v Gdansku, kjer naj bi ta, glede na namig v Mannovem romanu, preživel štiri leta na politehniki. Roman je bil objavljen v nemščini leta 2004.

## Filmske upodobitve
- Prvo filmsko upodobitev predstavlja televizijska produkcija v črno-beli tehniki javne radiotelevizije Sender Freies Berlin pod režijsko taktirko Ludwiga Cremerja. Datum premiere v Nemčiji: 4. januar 1968. Igralci: Folker Bohnet, Heinz Klevenow, Michael Degen und Curt Bois.
- Naslednje filmske upodobitve, to pot v barvah, se je upal lotiti münchenski producent Franz Seitz leta 1981, pri čemer je režijo vodil Hans W. Geißendörfer.[15] Nemško-italijansko-francoska koprodukcija je leta 1982 prišla v kino v dve in pol urni verziji, trodelna televizijska različica pa je bila več kot dvakrat daljša. Igralci so bili: Christoph Eichhorn kot Castorp, Rod Steiger kot Peeperkorn, Marie-France Pisier kot Clawdia Chauchat, Hans Christian Blech kot Hofrat Behrens, Flavio Bucci kot Settembrini, Charles Aznavour kot Naphta, Alexander Radszun, Margot Hielscher, Gudrun Gabriel, Ann Zacharias, Irm Hermann, Kurt Raab, Rolf Zacher in Tilo Prückner.

## Gledališka upodobitev
Slovensko narodno gledališče v Ljubljani v koprodukciji z Slovenskim stalnim gledališčem s Trsta izvedlo dramatizacijo romana leta 2014. Režiserka je bila Mateja Koležnik, avtorica dramatizacije Katarina Pejović, prevajalka Aleksandra Rekar, igrali pa so Aljaž Jovanović (Castorp), Romeo Grebenšek  (Joachim Ziemßen), Igor Samobor (Lodovico Settembrini), Marko Mandić (Leo Naphta), Vladimir Jurc, Aleš Valič, Luka Cimprič, Nataša Barbara Gračner, Ivo Ban, Silva Čušin, Patrizia Jurinčič, Gašper Jarni, Saša Mihelčič, Iva Babić, Lovro Finžgar, Sabina Kogovšek, Nina Valič.

## Uglasbitve
- Kölnski tehno glasbenik Wolfgang Voigt je leta 1999 v okviru projekta „Gas“ objavil album „Zauberberg“, ki se v imenu (in posredno v temačnih zvočnih kompozicijah) navezuje na Mannovo delo.[17]
- Opera Zauberberg po romanu Thomasa Manna. Skladatelj: Robert Grossmann, libreto: Rolf Gerlach. Praizvedba: 26. september 2002, Stadttheater (mestno gledališče), Chur (Švica).
- Opera Zauberberg po romanu Thomasa Manna. Skladatelj: Gregory Vajda, libreto: Bettina Geyer. Naročeno delo v okviru 25. Davoškega festivala. Praizvedba: 30. julij 2010, Hotel „Schatzalp“, Davos.
- Balet Čarobna gora. Skladatelj: Lepo Sumera, koreografija: Wang Xinpeng, koncept in scenarij: Christian Baier. Praizvedba: 8. november 2014 v Dortmundu.